# Teuthraustes adrianae
Espèce
Teuthraustes adrianae est une espèce de scorpions de la famille des Chactidae.

## Distribution
Cette espèce est endémique de l'État d'Amazonas au Venezuela. Elle se rencontre vers le Pico da Neblina.

## Étymologie
Cette espèce est nommée en l'honneur d'Adriana Ayala.

## Publication originale
- González-Sponga, 1975 : Teuthraustes adrianae (Scorpionida: Chactidae) Nueva especie en el tepui "La Neblina", territorio Federal Amazonas, Venezuela. Instituto Pedagogico Caracas, no 8,p. 3-20.